# Glenda Farrell (personage uit One Tree Hill)
Glenda Farrell, gespeeld door actrice Amber Wallace, is een personage uit de televisieserie One Tree Hill. Glenda is een gothic die het liefst alleen is.

## Seizoen 3
Glenda komt in het derde seizoen alleen in de aflevering voor van het schietpartij op school. Wanneer Glenda's moeder aan Brooke Davis vraagt waar Glenda is, ontdekt Brooke dat Glenda thuis vertelde dat Brooke haar beste vriendin was. Brooke vertelt echter niet de waarheid aan haar moeder. Wanneer Brooke Glenda later vindt, vertelt Glenda dat ze zich verstopt voor haar moeder, zodat ze zich kan realiseren dat ze haar dochter misschien kwijt is.

## Seizoen 4
Tijdens een klassenproject moet Glenda een uur doorbrengen met Lucas Scott. Hij weet haar achternaam niet en ook Glenda heeft haar oordeel al klaar over hem. Ze vertelt aan hem dat ze verdrietig is, omdat ze niet goed genoeg is voor haar moeder, vanwege haar beperkte sociale functie op school en haar gewicht.